# Piwoniowce
Piwoniowce (Paeoniales Heintze) – monotypowy rząd przeważnie roślin zielnych, ale także krzewów wyróżniony i zaliczony w systemie Reveala (1999) do klasy Ranunculopsida Brongn.

## Systematyka
System APG III (2009)
Takson nie wyróżniany. Klasyfikowane tu w innych systemach rośliny z rodziny piwoniowatych Paeoniaceae, po odkryciu ich pokrewieństwa filogenetycznego, umieszczone zostały w obrębie rzędu skalnicowców Saxifragales.
System Reveala (1993–1999)
Klasa: Ranunculopsida Brongn. (1843)
Podklasa: Ranunculidae Takht. ex Reveal (1992)
Nadrząd: Ranunculanae Takht. ex Reveal (1992)
Rząd: Paeoniales Heintze (1927) – piwoniowce
Rodzina: Paeoniaceae (Bercht. & J. Presl) Rudolphi, nom. cons. (1830) – piwoniowate
System Cronquista (1981)
Takson nie wyróżniany. Należące tu rośliny były klasyfikowane następująco: 
Podklasa: Dilleniidae - ukęślowe
Rząd: Dilleniales - ukęślowce
Rodzina: Paeoniaceae - piwoniowate